# Diterpen-Alkaloide

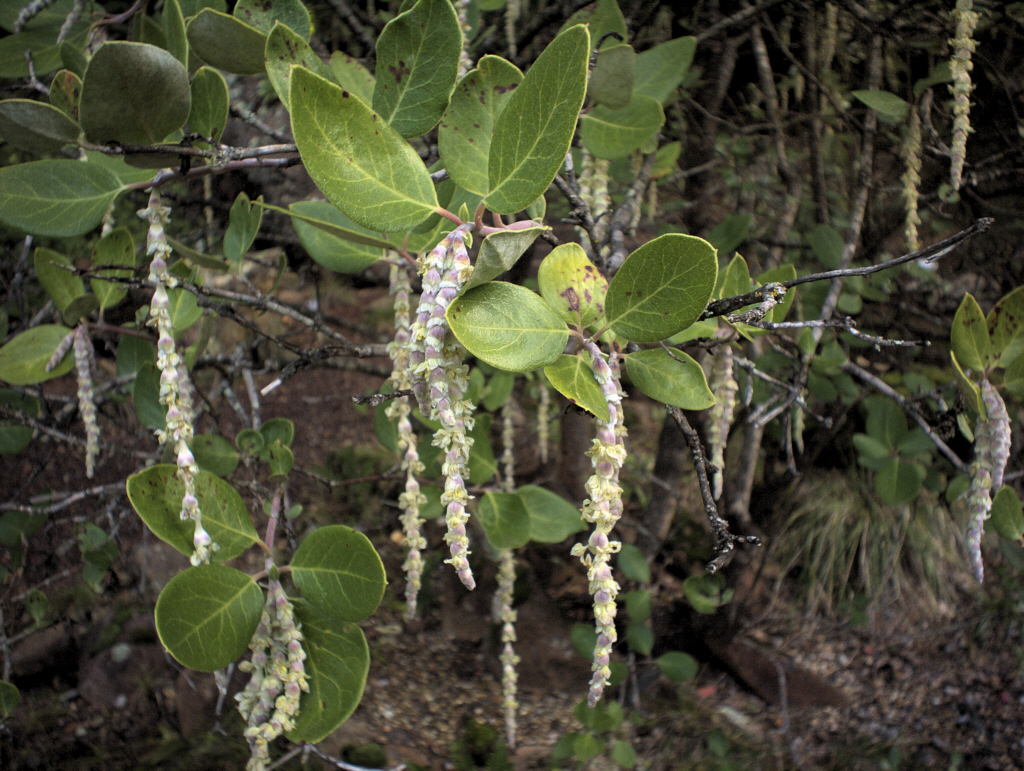
Garrya veatchii

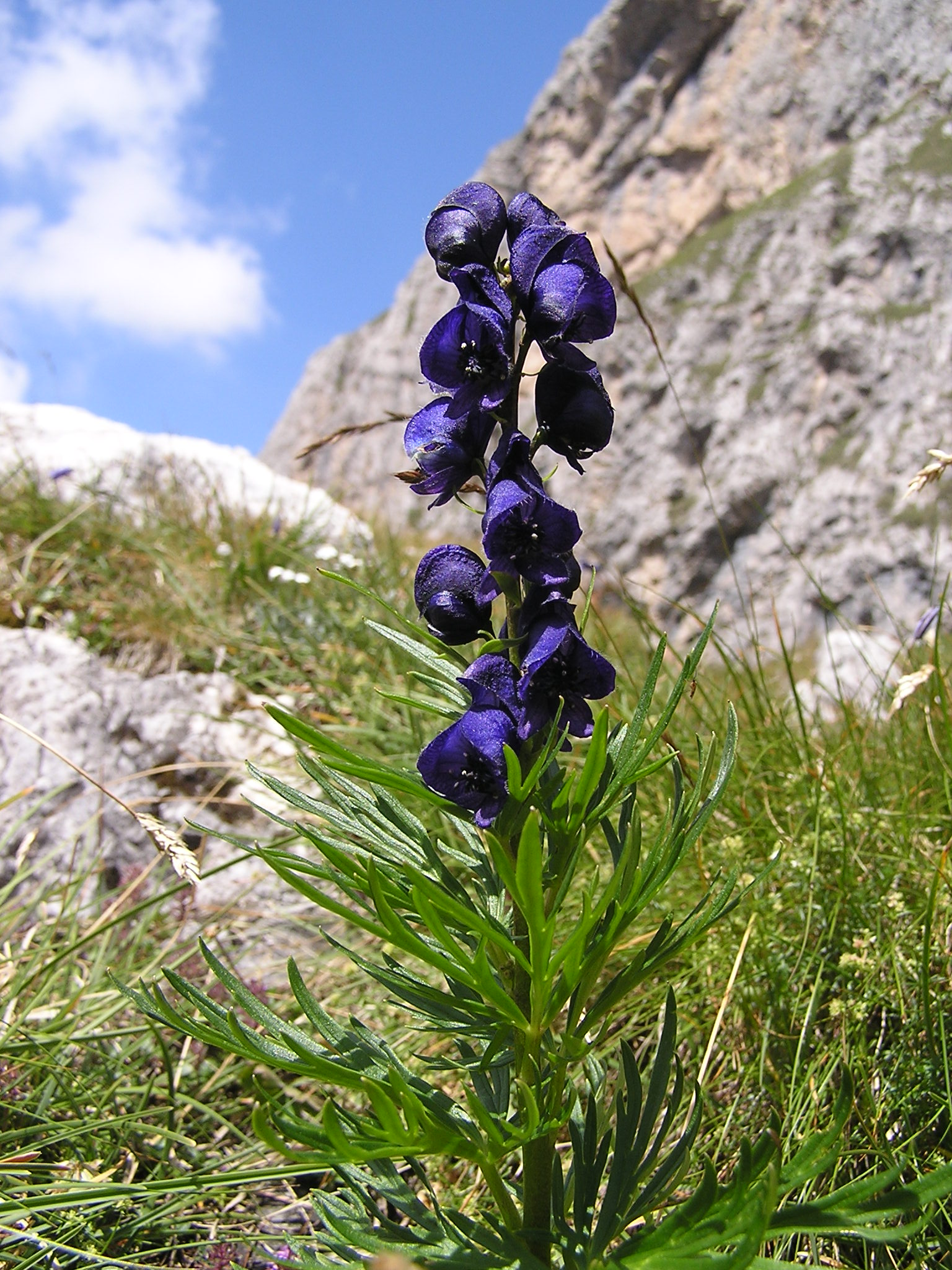
Blauer Eisenhut (Aconitum napellus)

Diterpen-Alkaloide sind Naturstoffe des Terpen-Alkaloid-Typs.

## Vorkommen
Veatchin ist in der Rinde des zu den Becherkätzchen zählenden Garrya veatchii zu finden. Aconitin ist das Hauptalkaloid im Blauen Eisenhut.

## Struktur
Diterpen-Alkaloide lassen sich in zwei Gruppen unterteilen: Die Diterpen-Alkaloide, die auf einem C20-Grundkörper basieren und die Norditerpen-Alkaloide, die auf einem hexacyclischen C19-Grundkörper basieren.

## Vertreter

### Diterpen-Gruppe
Zu den C20-Alkaloiden zählt u. a. der Atisin-Typ (Atisin, Hetidin, Hetisin) und der Veatchin-Typ (Veatchin, Napellin).

Atisin
Veatchin

### Norditerpen-Gruppe
Zu den C19-Alkaloiden gehören u. a. der Aconitin-Typ (Aconitin, Delphinin) und der Lycoctonin-Typ (Lycoctonin, Browniin).

(+)-Lycoctonin

## Eigenschaften
Aconitin hat herzarrhythmische und fiebersenkende Eigenschaften und zählt zu den giftigsten Pflanzenstoffen.